# Добшина
Добшина (словац. Dobšiná, угор. Dobsina) — місто, громада в окрузі Рожнява, Кошицький край, Словаччина. Кадастрова площа громади — 82,76 км². Населення — 5670 осіб (за оцінкою на 31 грудня 2017 р.).
Перша згадка 1326 року.

## Населення
| Рік:            | 1994. | 2004.   | 2014.    | 2024.   |
| --------------- | ----- | ------- | -------- | ------- |
| Кількість осіб: | 4695  | 5103    | 5671     | 5169    |
| Різниця:        |       | +8,69 % | +11,13 % | -8,85 % |

| Рік:            | 2023. | 2024.   |
| --------------- | ----- | ------- |
| Кількість осіб: | 5154  | 5169    |
| Різниця:        |       | +0,29 % |

## Транспорт
Автошлях (Cesty I. triedy) I/67